# Scharfentöbele
Scharfentöbele (westallgäuerisch: im Scharfətebələ) ist ein Gemeindeteil der Gemeinde Maierhöfen im bayerisch-schwäbischen Landkreis Lindau (Bodensee).

## Geographie
Die Einöde liegt circa zwei Kilometer nordwestlich des Hauptorts Maierhöfen und zählt zur Region Westallgäu.

## Ortsname
Der Ortsname setzt sich aus dem mittelhochdeutschen Wort „töbelīn“ für „Tal, Senke, enge Schlucht“ (Tobel) sowie dem Familiennamen Scharf zusammen und bedeutet (Siedlung am ) Waldtal des Scharf. Eine Assoziation zum Adjektiv scharf gilt als eher unwahrscheinlich. Historisch wurde der Ort Töbelin oder Töbele genannt. Die Bezeichnung Scharfentöbele kam im 18. Jahrhundert auf.

## Geschichte
Scharfentöbele wurde erstmals im Jahr 1439 mit Haintz Hütterscher im Töbelin urkundlich erwähnt. 1664 wurde die Marien-Wallfahrtskapelle Unserer Lieben Frauen im Ort erbaut und seitdem wegen Bränden zweimal wiedererrichtet. 1818 wurde ein Haus in Scharfentöbele gezählt.
Der Ort gehörte einst zum Gericht Grünenbach in der Herrschaft Bregenz. Später dann bis zum 1. Januar 1935 gehörte die Ortschaft der Gemeinde Gestratz an.